# قنفذي شائك
القنفذي الشائك أو شوك الجمل (باللاتينية: Echinops spinosissimus.) نوع نباتي ينتمي إلى جنس القنفذي من الفصيلة النجمية. يعده بعض علماء التصنيف نفس النوع مع القنفذي الدبق. يسمى في المغرب العربي تاسكرة، وهو اسم مأخوذ من اللهجات البريرية المحلية.

## الوصف النباتي
نبات شجري صلب ومعمر، له رؤيسات أرجوانية، قناباته المعقوفة مزودة بشوك حاد يوفر له الحماية. ارتفاعه من 30 إلى 70 سم. أوراقه كبيرة خضراء مخضبة بالبياض على طول العروق. الأزهار أرجوانية بنفسجية.

## الموئل والانتشار
ينتشر هذا النوع في مناطق الوطن العربي المتوسطية وتركيا وقبرص وبعض مناطق البلقان.

## مرادفات للاسم العلمي
- (باللاتينية: Echinops spinosus L., nom. illeg.)
- (باللاتينية: Echinops creticus Boiss. & Heldr.)
- (باللاتينية: Echinops glandulosus E. Weiss)
- (باللاتينية: Echinops viscosus DC. [non Rchb. 1832])
- (باللاتينية: Echinops viscosus subsp. creticus (Boiss. & Heldr.) Rech. f.)
- (باللاتينية: Echinops viscosus subsp. glandulosus (E. Weiss) Rech. f.)